# カプ・エステリアス
カプ・エステリアス（フランス語: Cap Estérias）は、ガボン・エスチュエール州コモ＝モンダー県の都市。またコミューン（基礎自治体、2013年まで）、行政区（2013年以降）でもある。ギニア湾に突き出たエステリアス岬に位置しており、都市名はこれに由来する。首都リーブルヴィルから北西へ約20kmのところにあり、ビーチと森林が広がっている。
2006年からはカプ・エステリアス県の県庁所在地として、独立したコミューン（基礎自治体）の地位にあった。しかし2013年に同県およびコミューンは廃止。カプ・エステリアスはアカンダ・コミューンへ編入され、構成する行政区となった。
都市人口は712人（2003年）。2013年以降のカプ・エステリアス区の人口は4,407人（2013年）。